# Alina Gridneva
Alina Sergejevna Gridneva (Russisch: Алина Сергеевна Гриднева) (Armavir, 2 maart 1992) is een Russische freestyleskiester. Ze nam onder olympische vlag deel aan de Olympische Winterspelen 2018 in Pyeongchang.

## Carrière
Bij haar wereldbekerdebuut, in januari 2012 in Lake Placid, scoorde Gridneva met een tiende plaats direct wereldbekerpunten. Op de wereldkampioenschappen freestyleskiën 2013 in Voss eindigde ze als dertiende op het onderdeel aerials.
Op 13 februari 2016 boekte de Russin in Moskou haar eerste wereldbekerzege. Tijdens de Olympische Winterspelen van 2018 in Pyeongchang eindigde Gridneva als 21e op het onderdeel aerials.

## Resultaten

### Olympische Spelen
| Jaar | Plaats      | Resultaten  |
| ---- | ----------- | ----------- |
| 2018 | Pyeongchang | 21e Aerials |

### Wereldkampioenschappen
| Jaar | Plaats | Resultaten  |
| ---- | ------ | ----------- |
| 2013 | Voss   | 14e Aerials |

### Wereldbeker
Eindklasseringen
| Seizoen   | Algm | AE    |
| --------- | ---- | ----- |
| 2011/2012 | 79e  | 19e   |
| 2012/2013 | 79e  | 16e   |
| 2015/2016 | 21e  | Brons |
| 2017/2018 | 46e  | 10e   |

Wereldbekerzeges
| Datum            | Plaats | Onderdeel |
| ---------------- | ------ | --------- |
| 13 februari 2016 | Moskou | Aerials   |